# Jean Pasqualini
Pour les articles homonymes, voir Pasqualini.
Jean Pasqualini, de son nom chinois Bao Ruo-wang (鮑若望), né le 12 août 1926 et mort le 9 octobre 1997 au Kremlin-Bicêtre, est un écrivain sino-français, ancien prisonnier d'un laogai en Chine, fils d'un Corse et d'une Chinoise.

## Biographie
La campagne des Cent Fleurs, une politique menée en Chine de février à juin 1957 par Mao pour rétablir son autorité sur le Parti, mena a une répression générale en août-septembre 1957, visant non seulement les « droitiers » mais aussi tous ceux que leur situation ou leur passé rendait suspects aux yeux du pouvoir. C'est ainsi que fin 1957, Jean Pasqualini fut arrêté pour avoir travaillé à l'ambassade américaine. Accusé d'être un « contre-révolutionnaire », il fut condamné à 12 ans de prison, incarcéré et transféré dans différentes prisons. À la faveur de l'établissement de relations diplomatiques entre la France et la république populaire de Chine, Jean Pasqualini fut libéré en 1964. Il fut expulsé de Chine et obligé d'y laisser sa femme, sa famille et ses fils,,.
Il devint célèbre après la publication en 1974 d'un livre autobiographique qui fut traduit en plusieurs langues et obtint un grand succès, Prisonnier de Mao, dans lequel il raconte ses sept années dans un laogai (camps de travail forcé où, d'après lui, sont incarcérés 16 millions de détenus), la réforme de la pensée et la famine qu'il y a subies. Il a publié un deuxième tome de son livre en 1976.
L'écrivain et dissident chinois Liao Yiwu mentionne l'existence en Chine de copies piratées de Prisonnier de Mao. Sept ans dans un camp de travail en Chine. Liao Yiwu considère Jean Pasqualini comme son maître car ce dernier « a su décrire longtemps avant moi les tortures infligées par une dictature sanguinaire à ses victimes, les mêmes que celles que j'ai subies trente ans plus tard ». Liao Yiwu est l'auteur d'un autre ouvrage sur le laogai avec Dans l'empire des ténèbres (préface de Marie Holzman et Jean-François Bouthors, postface de Herta Müller).
Un des fils de Jean Pasqualini, Paul, émigra en France en 1978. Il a publié lui aussi un livre intitulé Le Fils du prisonnier de Mao.
Un film documentaire sorti en 1979, Prisonniers de Mao, a été réalisé par Véra Belmont à partir du livre de Jean Pasqualini, qui apparaît dans le film.
Proche du dissident chinois Harry Wu, lui aussi ancien détenu du laogai, il rédige en 1995, une introduction à Vents amers qui décrit les dix-neuf années de laogai de Wu.
Décédé le 9 octobre 1997 au Kremlin-Bicêtre, le service religieux s'est tenu le 15 octobre en l'église Saint-Marcel  dans le treizième arrondissement de Paris. Son corps a été incinéré au crématorium du Père Lachaise.

## Livres
- Prisonnier de Mao. Sept ans dans un camp de travail en Chine. Jean Pasqualini avec la collaboration de Rudolph Chelminski Éditions Gallimard, 1974  (ISBN 2070291367), traduit de l'anglais par Alain Delahaye, 1975.
- Prisonnier de Mao, t. 2, Gallimard, 1976  (ISBN 2070368300)